# Motu Nao
Motu Nao, o Motuna’o és el nom marquesà d'una roca que es troba al sud-est de les illes Marqueses, a 22 km al nord-est de Fatu Hiva, de qui depèn administrativament. Les seves coordenades són: 10° 22′ S, 138° 24′ O / 10.37°S,138.4°O.
El seu nom en francès és Rocher Thomasset, i abans també es coneixia en anglès com Ariane Rock. El nom marquesà significa «illa enfonsada». De fet, només sobresurt 4 m de l'aigua amb la marea baixa.